# Quantum (James Bond)
Quantum is een fictieve misdaadorganisatie uit de James Bondfilmserie. Quantum opereert min of meer ondergronds en haar exacte doelen zijn daardoor tot op heden onbekend. Wel is bekend dat de organisatie op globaal niveau opereert. Quantum verleent onder meer steun aan revolutionaire bewegingen om vervolgens gunstige posities in de economieën te verkrijgen (bijvoorbeeld door het in handel krijgen van natuurlijke hulpbronnen). Quantums hoogste leden bestaan, onder meer, uit mensen met beschikking over grote hoeveelheden geld (zoals magnaten) en uitgebreide connecties (zoals (voormalige) topbureaucraten of ogenschijnlijk fanatieke activisten).

## Geschiedenis

### Ontdekking
Als James Bond via de mobiele telefoon van een terrorist op het spoor komt van een zekere Dimitrios weet hij een terroristische aanslag te verijdelen. Als gevolg hiervan gaat de terroristenbankier Le Chiffre bankroet. Le Chiffre (via ene Mr. White in contact gebracht met revolutionaire bewegingen) is ook het geïnvesteerde geld van zijn cliënten kwijt en kan zijn huid enkel nog redden door een pokertoernooi te winnen. Bond verslaat hem echter, en Le Chiffre probeert hem het geld door middel van geweld afhandig te maken. Mr. White komt echter binnen en jaagt de onbetrouwbare bankier een kogel door zijn hoofd. Bond en zijn geliefde Vesper Lynd overleven echter, maar dit blijkt enkel zodat Vesper het geld alsnog aan White kan bezorgen. Ze werd namelijk gechanteerd door middel van de gevangenname van haar geliefde. Vesper berooft zichzelf uiteindelijk van het leven, en laat een bericht achter zodat Bond Mr. White op kan sporen. Het wordt duidelijk dat Whites organisatie groot, gevaarlijk en onbekend is. Mr White ontsnapt al snel, en een verminkt lichaam dat volgens zijn papieren Vespers minnaar Yusef Kabira zou moeten zijn (een DNA-test wijst uit dat hij het niet is) wordt op Ibiza gevonden. 
Er wordt nog maar één link gevonden: grote hoeveelheden gemerkte biljetten van Le Chiffre op de bankrekening van ene Edmund Slate in Haïti. Via Slate ontdekt Bond een link naar de zakenman en milieuactivist Dominic Greene die een deal sluit met de Boliviaanse generaal Medrano. Bond volgt Greene naar Oostenrijk en bespioneert daar een geheime vergadering van de topstukken van de organisatie, die Quantum blijkt te heten. Behalve over Greenes operatie hoort Bond ook over een operatie tegen de Canadese geheime dienst. Bond maakt via zijn gestolen earpiece (microfoon plus ontvanger) duidelijk dat hij de vergadering bijwoont, waarop meerdere kopstukken beginnen te vertrekken, zodat hij ze fotograferen kan.

### Het Tierra Project
Bond volgt Greene naar Bolivia, vermoedend dat deze een staatsgreep van Medrano wil steunen, in ruil voor een stuk woestijn. Bond wordt hierbij tegengewerkt door de CIA (die meent dat Greene een kostbare oliebron in handen heeft en hem steunt in ruil voor handel) en door zijn eigen MI6, die hem als een ongeleid projectiel ziet. Bij nader onderzoek in de woestijn blijkt dat Greene onder het stuk land geen oliebron maar er de onderaardse waterstromen van Bolivia blokkeert door middel van een onderaardse dam. Vervolgens chanteert hij Medrano om voor Quantums nu geprivatiseerde watervoorziening duur te betalen; bij weigering zullen ze gewoon op een nieuwe staatsgreep aansturen. Greenes plan mislukt echter jammerlijk als Medrano vermoord wordt door Camille en Greene door Bond gevangengenomen wordt.

### Gevangenneming van Kabira
Bond verhoort Greene, die hem alles vertelt wat hij over Quantum weten wil. Bond laat Greene vervolgens achter in de woestijn, met niets anders te drinken dan motorolie. Greenes lichaam wordt later teruggevonden in de woestijn, doodgeschoten. Bond gaat, met de informatie van Greene, naar Kazan, en treft daar Yusef Kabira, die een jonge, vrouwelijke Canadese agente verleidt, om met haar dezelfde truc als met Vesper uit te halen. Bond verhoort hem, maar vermoordt hem niet, zodat er eindelijk een Quantum-agent in handen van MI6 is. De organisatie is echter nog steeds actief en Mr. White en de andere kopstukken lopen nog los rond.

### SPECTRE
Uiteindelijk verdwijnt de organisatie een tijd uit beeld. Pas enkele jaren later komt Bond bij toeval in contact met een nog veel grotere organisatie genaamd SPECTRE. Als hij een vergadering van SPECTRE infiltreert hoort Bond hoe hier de liquidatie van Mr. White bevolen wordt en gaat hij op zoek naar zijn oude vijand, die hij dodelijk ziek in Oostenrijk aantreft. Het blijkt dat Mr. White, Le Chiffre en Dominic Greene allen deel uitmaakten van SPECTRE, wat impliceert dat Quantum hier slechts een klein onderdeel van was, om haar eigen moederorganisatie SPECTRE te beschermen.

## Leden en agenten

### Dominic Greene
Dominic Greene is een milieuactivist en leider van het Tierra Project in Bolivia, hij is een van de leiders van Quantum. Als hij naar Medrano gaat om een contract te sluiten wordt hij gevangengenomen door James Bond. Hij wordt ondervraagd en daarna in de woestijn achtergelaten met alleen een blik motorolie om te drinken. Later wordt hij teruggevonden met olie in zijn maag en twee kogels in zijn hoofd.
Contactpersonen
- Elvis is Greenes volle neef en rechterhand. Hij is vermoord door James Bond.
- Edmund Slate is een beroepsmoordenaar. Hij werd betaald door Greene om Camille te vermoorden, maar James Bond vermoordt hem in zijn hotelkamer.

### Mr.White
Mr.White zijn werkelijke positie is onduidelijk; hij is tussenpersoon voor Le Chiffres connecties maar ook een leider van Quantum. Hij wordt gevangengenomen door James Bond maar weet te ontsnappen. Jaren later komt Bond via SPECTRE's geheime vergadering in Rome Mr White op het spoor. Mr. White bekent uit de gratie te zijn gevallen bij SPECTRE. Om niet te sterven aan de loodvergiftiging als straf pleegt hij zelfmoord door het pistool van James Bond te pakken.
Contactpersonen
- Craig Mitchell is de bodyguard van M, maar hij werkt eigenlijk voor Quantum. Bij een achtervolging wordt hij vermoord door James Bond.

### Le Chiffre
Le Chiffre is een privébankier voor terroristen en voor Quantum, hij wordt doodgeschoten door Mr. White.
Contactpersonen
- Kratt is de bodyguard van Le Chiffre, hij wordt doodgeschoten in een schip door Mr. White.
- Valenka is de vriendin van Le Chiffre, ze wordt doodgeschoten in een schip door Mr. White.
- Alexander Dimitrios is een rijke man die sms'jes stuurt naar terroristen als teken dat het tijd is om de aanslag te plegen; hij wordt vermoord door James Bond in een museum.
  - Solange is de vriendin van Alex Dimitrios, ze wordt dood gevonden bij haar huis.
  - Mollaka & Carlos zijn bommenmakers en moesten een vliegtuig opblazen voor Alex Dimitrios. Dimitrios had de opdracht gekregen van Le Chiffre. De poging mislukt en ze worden beiden gedood door James Bond.
- Adolph Gettler is de man aan wie Vesper het geld van het pokertoernooi moest overhandigen. In een zinkend huis wordt hij doodgeschoten door James Bond.

### Yusef Kabira
Yusef Kabira is een Quantum-agent en de zongenaamde vriend van Vesper Lynd. James bond zoekt hem op en neemt hem gevangen. Hij is nu gevangen bij MI6.

### Guy Haines
Guy Haines is privé-adviseur van de Britse premier, maar ook een van de leiders van Quantum. Hij leeft nog steeds.
(Als gevolg van betrokkenheid bij de 2015 James Bond film SPECTRE dat de Quantum organisatie werd opgeheven, is er een mogelijkheid dat Haines ofwel werd gearresteerd, geëxcommuniceerd, of gedood werd door SPECTRE.)

### Gregor Karikoff
Gregor Karikoff is Quantum-leider en ook voormalig minister en nu eigenaar van Siberische mijnen. James Bond heeft foto's van hem gemaakt maar hij is nog steeds in leven.

### Moishe Saroff
Moishe Saroff is telecom-gigant en Quantum-leider; ook was hij voormalig hoofd van de Mossad. Hij is nog steeds in leven.

## Achter de schermen
Quantum verscheen in 2006 voor het eerst in de film Casino Royale, waarin het de rol van SMERSH overnam. De organisatie werd niet bij name genoemd en de film eindigde met Mr. Whites gevangenneming door Bond. In de volgende film, Quantum of Solace, komt Bond achter de ware naam van de organisatie en krijgt hij het met Dominic Greene aan de stok. Quantum is met haar grootschalige omvang en particuliere positie min of meer een opvolger van SPECTRE, hoewel er ook zeer duidelijke verschillen zijn aan te wijzen. In de film Spectre blijken Le Chiffre, Mr. White en Dominic Greene allemaal leden van SPECTRE, net als Raoul Silva uit de film Skyfall.